# St. Sigmund im Sellrain

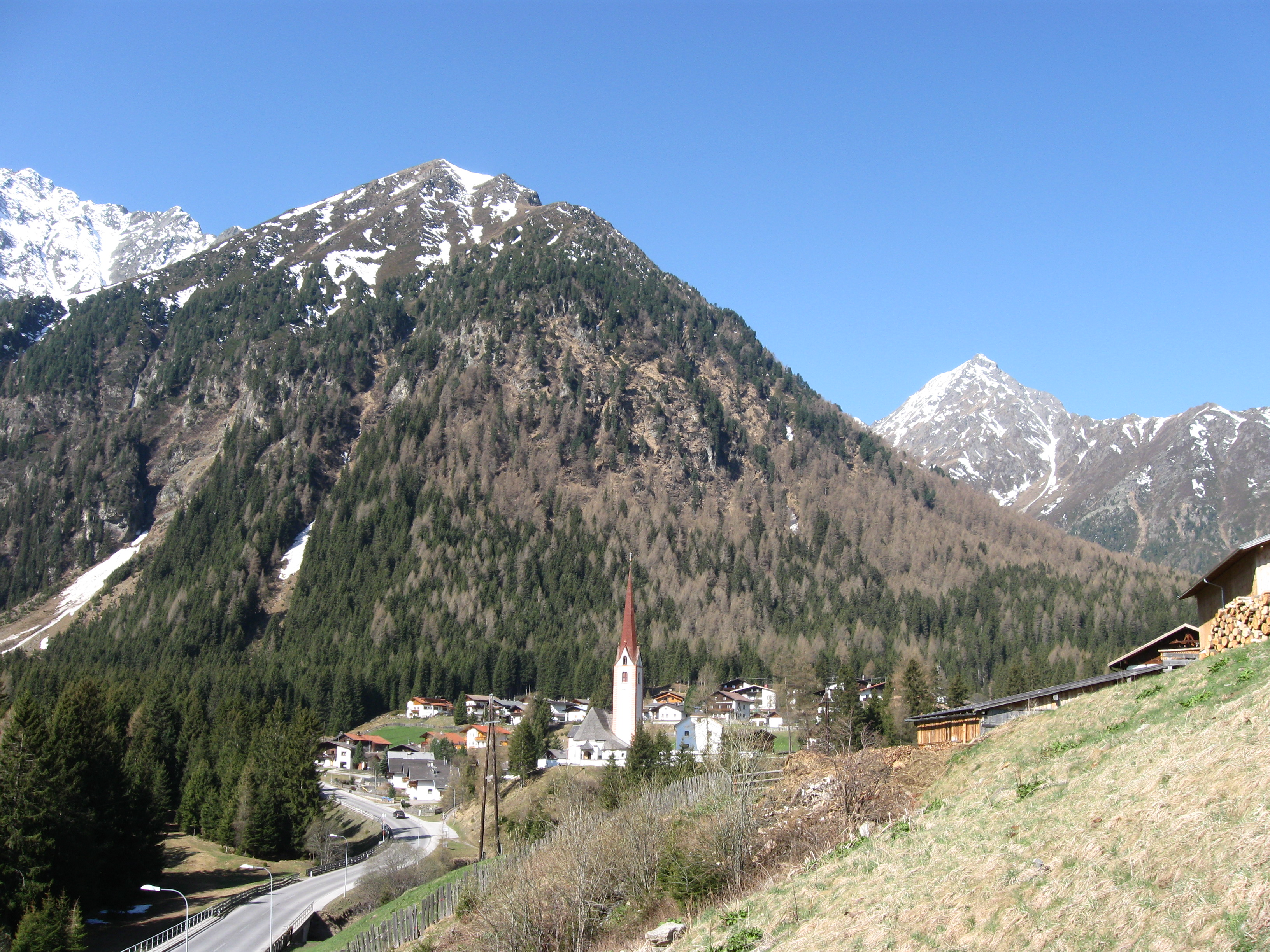
Ortsansicht von St. Sigmund im Sellrain

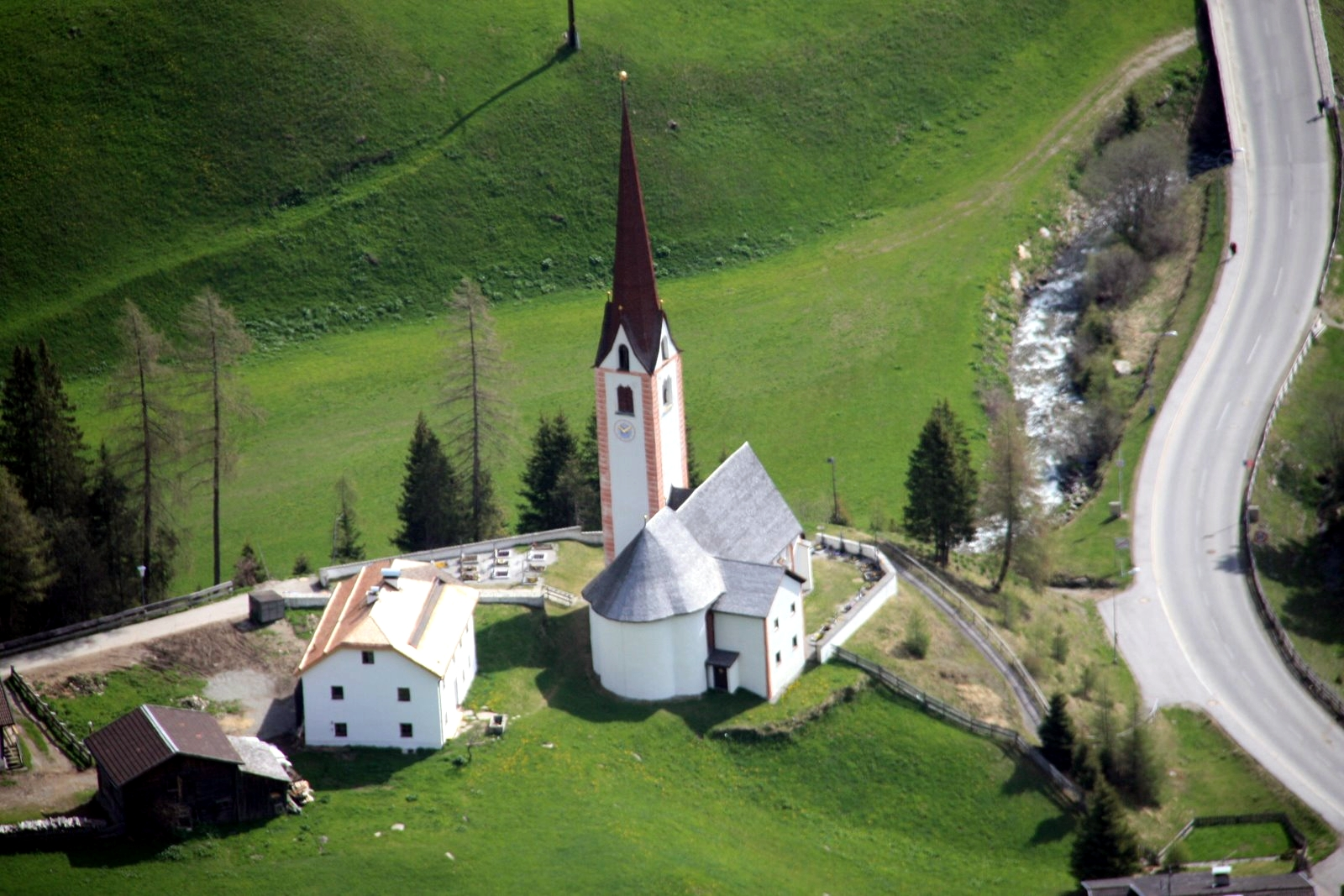
Kirche von St. Sigmund im Sellrain vom Mutenkogel aus gesehen

St. Sigmund im Sellrain ist eine Gemeinde mit 186 Einwohnern (Stand 1. Jänner 2024) im Bezirk Innsbruck-Land in Tirol (Österreich). Die Gemeinde liegt im Gerichtsbezirk Innsbruck.

## Geografie

### Lage
Das Gemeindegebiet ist zweigeteilt. Das Obertal umfasst das Tal des Zirmbaches von Kreuzlehn bis Haggen mit den beiden Seitentälern Gleirsch und Kraspes. Das hintere Lüsental (Untertal) besteht aus dem oberen Melachtal mit Kniebis, Praxmar und Lüsens. Das Untertal ist nur über Gries im Sellrain erreichbar, es bildet aus historischer Sicht jedoch eine Einheit mit Sankt Sigmund.
Die Gemeinde hat eine Fläche von über 100 Quadratkilometer. Davon werden weniger als zwei Prozent landwirtschaftlich genutzt, dreizehn Prozent sind bewaldet, ein Fünftel sind Almen. Beinahe zwei Drittel der Fläche sind hochalpines Gebiet.
Der tiefste Punkt der Gemeinde liegt 1350 Meter über dem Meer. Die höchsten Erhebungen sind die Peider Spitze und das Seejoch mit 2800 Meter nördlich von Sankt Sigmund. Im Süden liegen um den Lisenser Ferner mehrere Dreitausender mit dem Vorderen Brunnenkogel als höchsten Berg mit 3304 Meter.

### Weiler der Gemeinde
| - Kreuzlehn, - Alt-Peida, - Neu-Peida, | - Haggen, - Lüsens, - Praxmar. |

## Geschichte
Die heutige St. Sigmunder Rotte Haggen wird bereits in einer Aufzeichnung von 1152 bis 1167 aus Kloster Ottobeuren als Gihage mit zwei dortigen Schwaighöfen urkundlich genannt.
Alt-Peida ist 1312 als Ampeide ersturkundlich genannt. Es geht wohl auf ein vorrömisches Wort zurück.
Praxmar ist 1305 als Prahsmaer erwähnt und geht auf rätoromanisch bareca sagmaria ‚Heuhütte am Saumsattel‘ zurück.
St. Sigmund war eine Raststation am Verbindungsweg vom Inntal ins mittlere Ötztal. Die am Talschluss gelegene Gemeinde wurde 1817 und 1970 von schweren Lawinenabgängen heimgesucht, weshalb 1971/72 der Weiler Alt-Peida verlegt und im Bereich der St. Sigmunder Ortskirche als Neu-Peida aufgebaut wurde.

### Bevölkerungsentwicklung
EinwohnerJahr1401501601701801902002101860189019201950198020102040EinwohnerEinwohnerentwicklung von St. Sigmund im Sellrain

## Kultur und Sehenswürdigkeiten
- Katholische Pfarrkirche St. Sigmund im Sellrain
- Natur- und Gletscherlehrpfad

## Wirtschaft und Infrastruktur

### Arbeitsplätze, Pendler
In der Gemeinde gibt es 21 landwirtschaftliche Betriebe, davon werden zwei im Haupt-, 19 im Nebenerwerb und fünf von juristischen Personen geführt (Stand 2010). Daneben gibt es 18 Arbeitsplätze im Dienstleistungssektor, vor allem im Bereich Beherbergung und Gastronomie. Von den 74 Erwerbstätigen, die 2011 in der Gemeinde wohnten, pendelten 56 zur Arbeit aus.

### Tourismus
Das hintere Lüsenstal mit den Orten Praxmar und Lüsens ist ein beliebtes Skitouren- und Wandergebiet, beide Orte liegen am Zentralalpenweg, einem österreichischen Weitwanderweg.
St. Sigmund ist eine zweisaisonale Tourismusgemeinde mit Schwerpunkt im Wintertourismus, wobei auch die Nähe zum Skigebiet Kühtai eine Rolle spielt. Die Anzahl der Übernachtungen stieg von 31.000 im Jahr 2010 auf 37.000 im Jahr 2019.

### Verkehr
St. Sigmund im Sellrain liegt an der Sellraintalstraße, die vom Inntal ins Kühtai führt. Mit der Regionalbuslinie 4166 gibt es stündlich eine direkte Verbindung nach Innsbruck (Stand 2021).

## Politik

### Gemeinderat
In den Gemeinderat werden 9 Mandatare gewählt.
| Partei                                        | 2022  | 2022    | 2016  | 2016    | 2010 | 2010    |
| Partei                                        | %     | Mandate | %     | Mandate | %    | Mandate |
| --------------------------------------------- | ----- | ------- | ----- | ------- | ---- | ------- |
| Gemeinsamkeit für die ÖVP St. Sigmund-Praxmar | 82,44 | 8       | 77,95 | 7       | 100  |         |
| WIR-St. Sigmunder                             | 17,56 | 1       | 22,05 | 2       |      |         |

### Bürgermeister
Die letzten Bürgermeisterwahlen fanden gleichzeitig mit den Gemeinderatswahlen am 27. Februar 2022 statt.
Anton Schiffmann wurde zum Bürgermeister gewählt.

### Wappen
Das Gemeindewappen wurde 1987 von der Tiroler Landesregierung verliehen. Die Krone steht als Attribut des hl. Sigmund für den Kirchenpatron und Namensgeber des Ortes. Die silberne Spitze stellt den Lüsener Fernerkogel dar. Die Farben der Gemeindefahne sind Gelb-Blau.

## Persönlichkeiten
- Lukas Ruetz (* 1993), Skibergsteiger, Blogger und Lawinenexperte